# Maddy Prior
Maddy Prior, född den 14 augusti 1947 i Blackpool, är sångerska i det engelska folk-rockbandet Steeleye Span. Hon fick år 2001 en MBE för sina insatser i folkmusik.

## Diskografi

### Soloalbum
- Woman in the Wings (1978) - med Jethro Tull
- Changing Winds (1978)
- Hooked on Winning (1982)
- Going for Glory (1983)
- Happy Families (som 'Maddy Prior och Rick Kemp') (1990)
- Year (1993)
- Memento (best of) (1995)
- Flesh and Blood (1997)
- Ravenchild (1999)
- Ballads and Candles (2000)
- Arthur the King (2001)
- Bib and Tuck (2002) - Som 'Maddy Prior And The Girls' med Abbie Lathe och Rose Kemp
- Lionhearts (2003)
- Under the Covers (2005) - Som 'Maddy + Girls' med Abbie Lathe och Claudia Gibson
- The Quest (2007) (CD + DVD)
- Seven For Old England (2008)

### Samlingsverk
- Collections 1995 - 2005 (2005)

### Maddy Prior och Tim Hart
- Summer Solstice (1971)